# Румен Гунински
Румен Илиев Гунински е български политик и бизнесмен, от 2011 г. кмет на община Правец. От 1995 до 2011 г. е бил общински съветник в Правец. От 2012 г. е член на Съвета на европейските общини и региони от българска страна. С постановление на Министерския съвет от май 2016 г. е включен в националната делегация в Комитета на регионите. Член е на Националният съвет на БСП.
През 1982 г. е вербуван за сътрудник на Държавна сигурност от Цвятко Катеринкин. Агентурният му псевдоним е бил Гочев.

## Биография
Роден е на 8 октомври 1957 г. в град Правец, Народна република България. Семеен е, има двама сина. През 1993 г. започва да се занимава с частен бизнес, става управител и съдружник в търговски дружества.
През 2009 г. синът му Румен Гунински-младши е отвлечен в Студентски град в София, той е бил студент в Националната спортна академия. Според неофициална информация е поискан откуп от 1 млн. евро. Пред БНР Румен Гунински отрича тази информация. Освободен е след 42 дни в плен. Липсват доказателства, но се предполага че е дело на организираната престъпна група „Наглите“.